# Liste öffentlicher Bücherschränke im Rems-Murr-Kreis
In der Liste öffentlicher Bücherschränke im Rems-Murr-Kreis sind öffentliche Bücherschränke für Orte, die zum Rems-Murr-Kreis in Baden-Württemberg gehören, aufgeführt. Sie ist primär nach Orten sortiert, unabhängig davon, ob es sich um Ortsteile, Gemeinden oder Städte handelt. Der Artikel ist Teil der übergeordneten Liste öffentlicher Bücherschränke in Baden-Württemberg. Ein öffentlicher Bücherschrank ist ein Schrank oder schrankähnlicher Aufbewahrungsort mit Büchern, der dazu dient, Bücher kostenlos, anonym und ohne jegliche Formalitäten zum Tausch oder zur Mitnahme anzubieten. Die Liste erhebt keinen Anspruch auf Vollständigkeit.

## Öffentliche Bücherschränke im Rems-Murr-Kreis
Derzeit sind im Rems-Murr-Kreis 35 öffentliche Bücherschränke erfasst (Stand: 21. Dezember 2024):
| Bild | Ausführung    | Ort                                    | Seit          | Anmerkung | Geokoordinaten                                       |
| ---- | ------------- | -------------------------------------- | ------------- | --- | ---------------------------------------------------- |
|      | Bücherschrank | Alfdorf                                |               | Buchhäuschen im Bushäuschen                                                                                       | ⊙ Cronhütteweg 2                                     |
|      | Bücherregal   | Backnang                               |               | Backnang Obstmarkt                                                                                                | ⊙ Am Obstmarkt 7                                     |
|      | Bücherschrank | Beinstein (Waiblingen)                 |               | Brunnenplatz Beinstein (Waiblingen)                                                                               | ⊙ Rathausstraße 27                                   |
|      | Bücherregal   | Beutelsbach (Weinstadt)                |               | Öffentliches Bücherregal Beutelsbach                                                                              | ⊙ Stiftstraße 27                                     |
|      | Bücherschrank | Fellbach                               |               | Rathaus Fellbach Zugang nur während der Öffnungszeiten des Rathauses                                              | ⊙ Marktplatz 1                                       |
|      | Bücherschrank | Hegnach (Waiblingen)                   |               | | ⊙ Vor dem evangelischen Kindergarten                 |
|      | Bücherschrank | Hohenacker (Waiblingen)                |               | Eingang der Ortsverwaltung                                                                                        | ⊙ Karl-Ziegler-Straße 17                             |
|      | Telefonzelle  | Hohnweiler (Auenwald)                  |               | Vor der Sporthalle der Grundschule                                                                                | ⊙ Am Asang 13                                        |
|      | Bücherschrank | Korb                                   |               | Bücherschrank Korb                                                                                                | ⊙ Waiblinger Straße 1                                |
|      | Bücherschrank | Mittelschöntal (Backnang)              |               | Kniebisstraße vor der Kirche                                                                                      | ⊙ Kniebisstraße 21                                   |
|      | Bücherregal   | Murrhardt                              |               | Bücherregal im Grabenschulhaus                                                                                    | ⊙ Obere Schulgasse 6                                 |
|      | Bücherschrank | Neustadt (Waiblingen)                  |               | am katholischen Gemeindehaus St. Maria                                                                            | Adlerstraße 1, Waiblingen                            |
|      | Holzschrank   | Oeffingen (Fellbach)                   | 2008          | REWE Fellbach-Oeffingen, Ausleihe während der Geschäftszeiten, BAFF Bürger Aktiv für Fellbach                     | ⊙ Daimlerstraße 18                                   |
|      | Bücherschrank | Oppelsbohm (Berglen)                   |               | Bücherzelle Berglen-Oppelsbohm                                                                                    | ⊙ Beethovenstraße 11                                 |
|      | Bücherschrank | Plüderhausen                           |               | OBCZ Plüderhausen                                                                                                 | ⊙                                                    |
|      | Metallregal   | Rommelshausen (Kernen im Remstal)      | 13. Okt. 2012 | Barrierefreier Zugang, Initiative „Bürgerstiftung Kernen i. R.“, gegenüber dem Rathaus, Kernen-Rommelshausen      | ⊙ Stettener Straße 9                                 |
|      | Holzschrank   | Schmiden (Fellbach)                    | 2008          | Verwaltungsstelle Fellbach-Schmiden, Ausleihe zu den Öffnungszeiten des Rathauses, BAFF Bürger Aktiv für Fellbach | ⊙ Brunnenstraße 1                                    |
|      | Bücherzelle   | Schorndorf                             | 2024          | Internationale Bücherzelle für alle Sprachen dieser Stadt                                                         | Gottlob-Kamm-Platz, Silcherstr. 78, 73614 Schorndorf |
|      | Bücherschrank | Schorndorf                             |               | Arbeitsgemeinschaft Schorndorfer Weiber e. V.                                                                     | ⊙ Augustenstraße 4                                   |
|      | Bücherschrank | Schorndorf                             |               | Bücherbaum Parksee - Schorndorf                                                                                   | ⊙ Theodor-Körner-Straße 9                            |
|      | Metallregal   | Stetten im Remstal (Kernen im Remstal) | Apr. 2010     | Barrierefreier Zugang, Initiative „Bürgerstiftung Kernen i. R.“, Kernen-Stetten                                   | ⊙ St.-Pierre-Platz 3                                 |
|      | Holzregal     | Strümpfelbach (Backnang)               |               | Am Feuerwehrhaus                                                                                                  | ⊙ Ludwigsburger Straße 5                             |
|      | Holzregal     | Strümpfelbach (Weinstadt)              |               | Vor dem alten Rathaus                                                                                             | ⊙ Hauptstraße 1                                      |
|      | Bücherschrank | Sulzbach an der Murr                   | 2015          | Rechts neben Eingang des Rathauses.                                                                               | ⊙ Rathaus                                            |
|      | Bücherschrank | Urbach                                 |               | Öffentlicher Bücherschrank am Marktplatz, gegenüber vom Rewe                                                      | ⊙ Marktplatz 2, 73660 Urbach                         |
|      | Bücherschrank | Waiblingen                             | 2015          | Bücherschrank am KARO-Familienzentrum                                                                             | ⊙ Alter Postplatz 17                                 |
|      | Holzregal     | Waiblingen                             | 2013          | Gestiftet von „Rat und Tat“. Im Mikrozentrum auf der Korber Höhe.                                                 | ⊙ Salierstraße 7/1                                   |
|      | Holzregal     | Waiblingen                             | 2014          | Zu finden im Remspark, im obersten Stock; Remspark muss geöffnet haben.                                           | ⊙ Ruhrstraße 5                                       |
|      | Bücherschrank | Waiblingen                             | 2017          | Beinstein, bei der Ortsbücherei                                                                                   | ⊙ Rathausstraße 29                                   |
|      | Bücherschrank | Weinstadt                              |               | BCZ Weinstadt | ⊙ Luitgardstraße 4                                   |
|      | Bücherregal   | Weissach im Tal                        |               | Hinter der Bushaltestelle                                                                                         | ⊙ Kirchberg                                          |
|      | Bücherregal   | Welzheim                               |               | öffentliches Bücherregal Welzheim                                                                                 | ⊙ Gemeindehausstraße                                 |
|      | Bücherschrank | Winnenden                              |               | Winnenden, beim Rathaus                                                                                           | ⊙ Torstraße 10                                       |
|      | Bücherschrank | Winnenden                              |               | Winnenden, beim Schloss                                                                                           | ⊙ Schloßstraße 50                                    |
|      | Bücherschrank | Winterbach                             |               | Bücherschrank Winterdorf                                                                                          | ⊙ Oberdorf 5                                         |

## Statistik
Für einen Vergleich zu den anderen Land- und Stadtkreisen Baden-Württembergs sowie zum Landesdurchschnitt siehe die Statistik öffentlicher Bücherschränke in Baden-Württemberg.